# Masegoso (Soria)
Masegoso es una localidad española, hoy día despoblada, del municipio soriano de Pozalmuro, en la comunidad autónoma de Castilla y León.

## Toponimia
Este topónimo procede de la palabra mansiega, hierba que abunda en el lugar. Por esta localidad transcurre el Camino de Santiago castellano-aragonés. En 2001 fueron declarados bien de interés cultural la calzada romana que unía Astorga con Zaragoza y el puente romano sobre el río Rituerto.

## Historia
Se conserva un torreón bereber del siglo X y una fuente romana. Desde la Edad Media perteneció a la Comunidad de Villa y Tierra de Soria, formando parte del Sexmo de Tera. 
El Censo de Pecheros de 1528, en el que no se contaban eclesiásticos, hidalgos y nobles, registraba la existencia de 6 pecheros, es decir unidades familiares que pagaban impuestos.
Según una leyenda, el pueblo desapareció debido a que gran parte de la población falleció porque un joven, celoso y resentido por el rechazo de la mujer que amaba, emponzoñó el agua de la fuente con sapos negros venenosos. De esta leyenda se ha realizado una adaptación titulada El fantasma de Masegoso, que es representada por vecinos de la zona cada mes de agosto. Lo cierto es que ya en el censo de 1842 no figuraba como municipio.
La localidad aparece descrita en el undécimo volumen del Diccionario geográfico-estadístico-histórico de España y sus posesiones de Ultramar de Pascual Madoz de la siguiente manera:

MASEGOSO: ald. en la prov. de Soria (5 leg.), part. jud. de Agreda (3 1/2), aud. terr. y c. g. de Burgos, dióc. de Osma: sit. en llano con libre ventilacion y clima algo destemplado por su inmediacion al Moncayo: sus casas son escasas de comodidades, si bien á propósito para el género de vida de los habitantes (labradores); tiene una igl. parr. aneja de la del Villar del Campo. Confina el térm. con los del Villar, Pozalmuro, Tajahuerce y Tozalmoro; dentro de él hay algunos manantiales de buenas aguas: el terreno es de regular calidad. caminos: los locales y el que dirige á la cab. del part. donde se recibe y despacha el correo. prod.: cereales, algunas legumbres y leñas de combustible; se cria ganado lanar y algo de caza menor. ind.: la agrícola. comercio: esportacion del sobrante de frutos, é importacion de los art. que faltan.
(Madoz, 1848, p. 282)